# Hain Helde
Hain Helde (ur. 21 marca 1972 w Kohila) — estoński kajakarz.

## Kariera
Hain Helde uczestniczył dwukrotnie na letnich Igrzyskach olimpijskich (1996 i 2000). Podczas pierwszych igrzysk, w Atlancie w 1996 r., wziął udział w dwóch konkurencjach kajakarstwa: K-1 500 m i K-1 1000 m. W obu przypadkach nie zakwalifikował się do rundy finałowej. 4 lata później, w Sydney w 2000 r. Hain Helde ponownie wziął udział w dwóch konkurencjach kajakarstwa: K-1 500 m i K-1 1000 m. Po raz kolejny nie zakwalifikował się do rundy finałowej. Były to jego ostatnie igrzyska olimpijskie na których wystąpił